# Avions Voisin Laboratoire
Avions Voisin С6 14CV Laboratoire — перший у світі гоночний автомобіль з кузовом типу монокок компанії Avions Voisin.

## Історія
Гран-Прі Ліону 1922 виграли гоночні автомобілі С3 спроектовані Габріелем Вуазеном, яким організатори гонки заборонили брати участь наступного року через невідповідність вимогам регламенту. У відповідь Г. Вуазен разом з Андре Лефевром створили нову модель С6 до наступного року. Ще не доведений 6-циліндровий безклапанний мотор Моріса Бернара розвивав потужність 75-80 к.с., при тому що на машинах конкурентів стояли мотори потужністю 90 к.с. (Benz), 100 к.с. (Bugatti), 102 к.с. (Sunbeam), 140 к.с. (Fiat).
Для компенсації браку потужності було створено легкий кузов з склеєних дерев'яних дощок ясеня, покритих алюмінієвими листами. Кузов одним з перших отримав аеродинамічну форму клина (оберненого крила) з широко розставленими передніми колесами і схованими у корпусі задніми. Для полегшення ваги авто був відсутній задній диференціал, а коробка передач розміщувалась за кабіною. Для кращого охолодження мотора на носі авто розміщувався пропелер, що крутив водяну помпу приводу охолодження. Незвичною була зрізана форма керма з прямими вставками. Разом з тим машина поступалась у швидкості лідерам, що розвивали швидкість до 200 км/год.
На Гран-Прі Франції 1923 стартували 4 С6 з водіями Артуром Дюре, Андре Лефевром, Анрі Руж'є і Андре Морелю.
Через технічні дефекти мотора на гонці 1923 три машини С6 не дійшли до фінішу, а четверта Андре Лефевра зайняла п'яте місце, відставши на годину від переможця на Sunbeam. Цікаво, що за Лефевром ніхто не фінішував, бо решта машин також вибула з гонки. На наступній гонці у Монці машини не зайняли призових місць. Тоді на машини встановили нові мотори об'ємом 4 л і продали охочим брати участь у гонках.
Репліку С6 виготовив Філіп Мош завдяки підтримці компаній Yacco, Michelin (1992), яка бере участь у гонках ретро-авто.

### Технічні дані Avions Voisin Laboratoire
|                       |                                          |
| Розміри               | Параметри                                |
| Роки випуску:         | 1923                                     |
| Довжина:              | 4500 мм                                  |
| Висота:               | 1500 мм                                  |
| Ширина:               | 52700 мм                                 |
| Колісна база:         | 2720 мм                                  |
| Колія передніх коліс: | 1450 мм                                  |
| Колія задніх коліс:   | 750 мм                                   |
| Мотор                 | 6-циліндровий, рядний, карбюратор Zenith |
| Потужність мотора:    | 80 к.с.                                  |
| Об'єм мотора          | 1992 см³, 62×110 мм                      |
| Трансмісія:           | КП 3-ступінчаста механічна Cotal         |
| Швидкість:            | 175 км/год.                              |
| Серія:                | 4 авто                                   |